# Ministerium des Innern und für Kommunales des Landes Brandenburg
Das Ministerium des Innern und für Kommunales des Landes Brandenburg (MIK) ist das Innenministerium des Landes Brandenburg mit Sitz in Potsdam und eines seiner neun Ministerien.

## Leitung
Seit dem 22. Mai 2025 ist René Wilke (parteilos) Minister im Kabinett Woidke IV. Staatssekretäre sind Frank Stolper und Johannes Wagner.

## Geschichte
In der 1945 gebildeten ersten Regierung der damaligen Provinz Brandenburg (Kabinett Steinhoff I) existierten noch keine Ministerien. Für Inneres war der 1. Vizepräsident Bernhard Bechler zuständig. Ab der 1946 folgenden Regierung existierte dann bis zur Auflösung des Landes Brandenburg 1952 ein Innenministerium.
Zur Wiedergründung des Landes Brandenburg im Jahr 1990 wurde auch das Innenministerium wieder eingerichtet. 2014 erhielt es mit dem Kabinetts Woidke II seinen heutigen Namen.

## Aufgaben und Organisation
Das Ministerium ist die oberste Landesbehörde für Angelegenheiten der Polizei Brandenburg. Die Abteilung 5 ist der Verfassungsschutz Brandenburg.
Das Ministerium gliedert sich in folgende Abteilungen mit (Aufgaben in Klammern):
- Abteilung 1 (Zentrale Querschnittsaufgaben, Landesaufgaben für Organisation, Vermessungsangelegenheiten, Aus- und Fortbildung in der Landesverwaltung)
- Abteilung 2 (Verfassungs- und Verwaltungsrecht, Ausländerangelegenheiten, Justitiariat, Wahlen, Rehabilitierung SED-Unrecht, Glücksspielrecht, Datenschutz, Korruptionsprävention, Statistik, Stiftungen bürgerlichen Rechts, Enteignungsangelegenheiten)
- Abteilung 3 (Kommunalangelegenheiten, Öffentliches Dienstrecht, Brand- und Katastrophenschutz)
- Abteilung 4 (Öffentliche Sicherheit und Ordnung, Polizei- und Ordnungsrecht, Kriminalprävention)
- Abteilung 5 (Verfassungsschutz)
- Abteilung 6 (Digitalisierung, E-Government und IT-Leitstelle)

Die Vormerkstelle für das Land Brandenburg ist in der Abteilung 4, Referat 43 angesiedelt.

## Nachgeordnete Behörden
Dem Ministerium sind folgende Behörden nachgeordnet:
- Landesoberbehörden
  - Polizeipräsidium Brandenburg (PP), Potsdam
  - Zentrale Ausländerbehörde (ZABH), Eisenhüttenstadt
- Untere Landesbehörden
  - 14 Landräte und vier Oberbürgermeister
- Einrichtungen des Landes
  - Hochschule der Polizei des Landes Brandenburg (HPol), Oranienburg
  - Zentraldienst der Polizei (ZDPol), Zossen
  - Landesakademie für öffentliche Verwaltung (LAköV), Königs Wusterhausen
  - Landesschule und Technische Einrichtung für Brand- und Katastrophenschutz (LSTE), Eisenhüttenstadt
- Landesbetriebe
  - Landesvermessung und Geobasisinformation Brandenburg (LGB), Frankfurt (Oder)
  - Brandenburgischer IT-Dienstleister (ZIT-BB), Potsdam

## Staatssekretäre im Ministerium

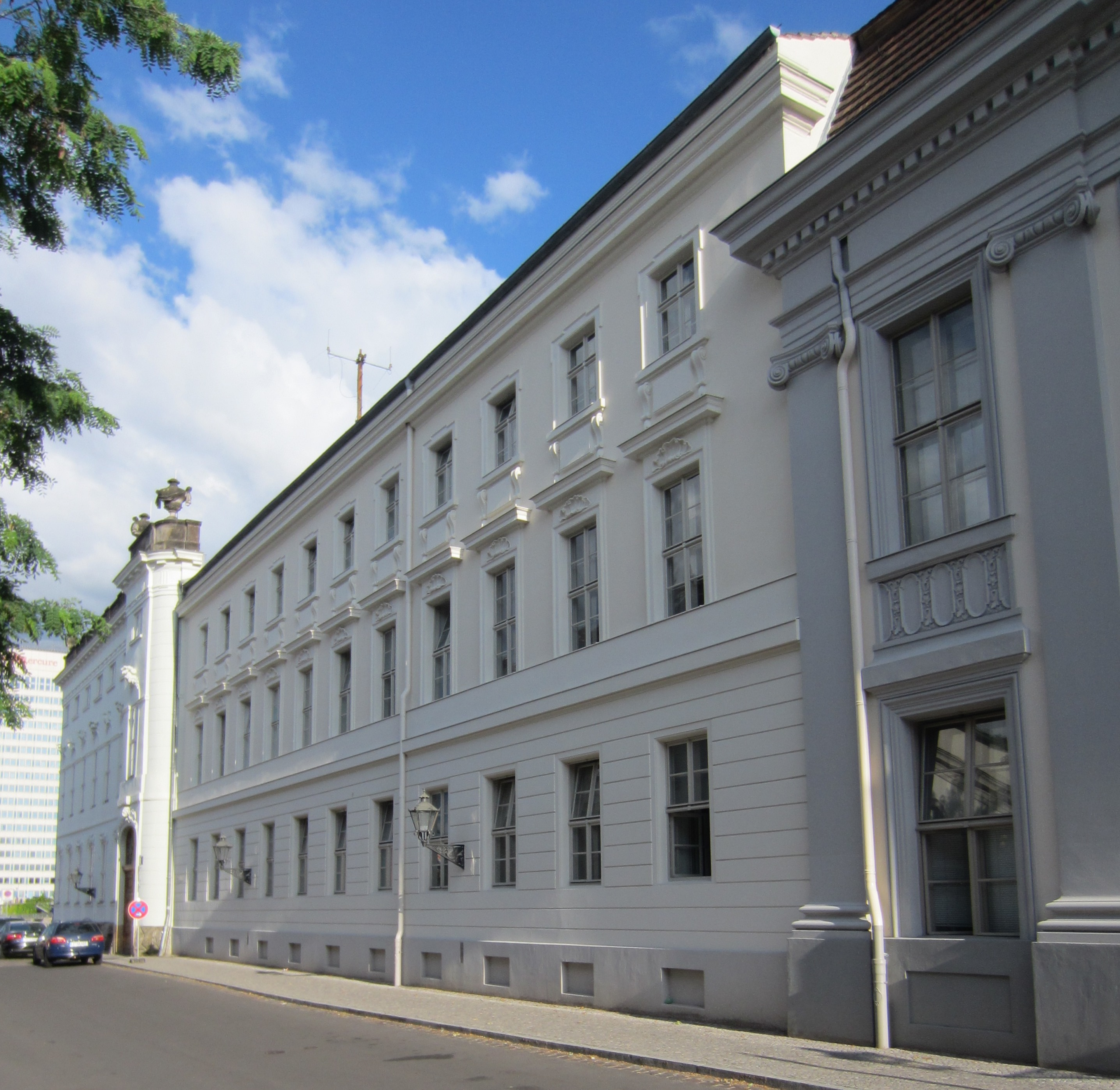
Gebäudeteil des Ministeriums in Potsdam

- 1990–1992: Werner Ruckriegel
- 1992–1999: Werner Müller
- 1999–2006: Eike Lancelle
- 2006–2009: Hans-Jürgen Hohnen
- 2009–2014: Rudolf Zeeb
- 2014–2015: Arne Feuring
- 2015–2016: Matthias Kahl
- 2016–2019: Katrin Lange
- 2019–2020: Klaus Kandt
- 2019–2023: Uwe Schüler
- 2020–2024: Markus Grünewald
- seit 2024: Frank Stolper
- seit 2025: Johannes Wagner

## Kritik
Am 18. September 2020 erhielt der Innenminister des Landes Brandenburg Michael Stübgen und sein Vorgänger Karl-Heinz Schröter den Negativpreis BigBrotherAward für die dauerhafte Speicherung von Autokennzeichen. Der Jury zufolge handle es sich um „[e]ine Vorratsdatenspeicherung für Bewegungsdaten von Autos“, die gesetzwidrig sei. Zu dieser Einschätzung kam zuvor auch die Landesbeauftragte für den Datenschutz Dagmar Hartge. Eine Nummernschild-Überwachung ist in Brandenburg nur anlassbezogen erlaubt, also zur Fahndung nach bestimmten Fahrzeugen. Um mit dem System KESY trotzdem dauerhaft Nummernschilder aller Fahrzeuge speichern zu können, die die Kontrollstellen passieren, wurde das Gesetz durch einen Trick umgangen:

„Um die im Brandenburgischen Polizeigesetz festgeschriebene Zweckbindung für KESY zu umgehen, haben sich die Verantwortlichen einen besonderen Kniff überlegt: Sie sorgten dafür, dass es immer eine richterliche Anordnung gegen irgendjemand gab, die eine solche Überwachung rechtfertigte. Dabei werden Paragraphen der Strafprozessordnung herangezogen, die sich von ihrem Wesen her nur gegen bestimmte Tatverdächtige richten – eine umfängliche Vorratsdatenspeicherung wird dadurch keinesfalls erlaubt.“